# Domen Novak
Domen Novak (Dolenja Vas, 12 de julio de 1995) es un ciclista esloveno, miembro del equipo emiratí UAE Team Emirates XRG.

## Palmarés
2018
- 2.º en el Campeonato de Eslovenia en Ruta

2019
- Campeonato de Eslovenia en Ruta  [1]

2024
- Campeonato de Eslovenia en Ruta

## Resultados en Grandes Vueltas y Campeonatos del Mundo
| Carrera         | Carrera         | 2014 | 2015 | 2016 | 2017  | 2018  | 2019  | 2020 | 2021 | 2022 | 2023  | 2024 |
| --------------- | --------------- | ---- | ---- | ---- | ----- | ----- | ----- | ---- | ---- | ---- | ----- | ---- |
|                 | Giro de Italia  | —    | —    | —    | —     | 101.º | —     | 59.º | —    | 31.º | —     | 67.º |
|                 | Tour de Francia | —    | —    | —    | —     | —     | —     | —    | —    | —    | —     | —    |
|                 | Vuelta a España | —    | —    | —    | 105.º | —     | 123.º | —    | —    | —    | 138.º | —    |
| Mundial en Ruta | Mundial en Ruta | —    | —    | —    | —     | Ab.   | —     | Ab.  | Ab.  | Ab.  | Ab.   | Ab.  |

—: no participa

Ab.: abandono

## Equipos
- Adria Mobil (2014-2016)
- Bahrain (2017-2022)
  - Bahrain Merida (2017-2019)
  - Team Bahrain McLaren (2020)
  - Team Bahrain Victorious (2021-2022)
- UAE Team Emirates (2023-)
  - UAE Team Emirates (2023-2024)
  - UAE Team Emirates XRG (2025-)